# Flygfyr

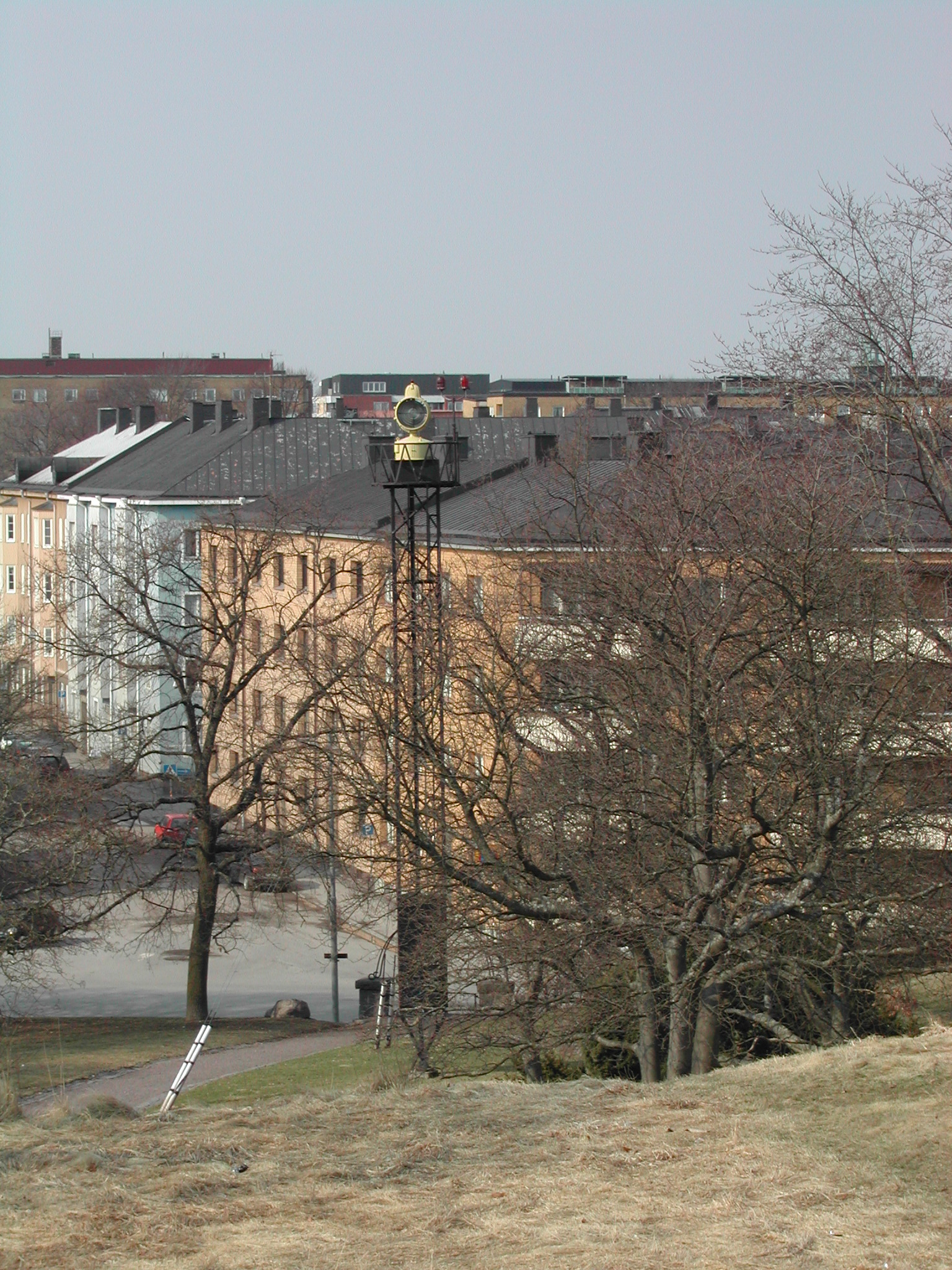
Den bevarade flygfyren i Norrköping

Flygfyr är en ljusfyr avsedd för flygnavigering. Flygfyrar användes i Sverige främst under 1930-talet utefter flygstambanorna Stockholm–Malmö och Oslo–Göteborg–Malmö där de bildade pärlband av 15–20 meter höga master på 20 till 30 kilometers avstånd emellan.
I dagligt tal används ordet flygfyr ibland även om radiofyrar avsedda för flyget.
1932 års riksdag beslutade om utbyggnad av dessa två flygstambanor, vilket innefattade byggandet av både ljusfyrar och hjälpflygplatser. Det skulle dels öka säkerheten för nattpostflyget från Stockholm till kontinenten och ge det möjlighet att operera hela året, inte bara under sommarnätterna. Det skulle även gynna uppkomsten av internationell linjetrafik genom Sverige. De enda reguljära trafikflygförbindelserna vid denna tid var Stockholm–Finland och Malmö–kontinenten. Svenskt inrikesflyg saknades.
Andra navigeringshjälpmedel utvecklats dock så att man mot slutet av 1930-talet inte längre hade så stor nytta av de optiska flygfyrarna. Vid mitten av 1940-talet hade luftfartsmyndigheten ansvar för 35 ljusfyrar och 14 radiofyrar.
En flygfyr har bevarats till eftervärlden, nummer 107 som tidigare stått i Smedby strax öster om Norrköping. Den skänktes 1981 till Luftfartsverket av Norrköpings kommun. Samtidigt placerades den i Oxelbergsparken, beläget i anslutning till Luftfartsverkets huvudkontor.
Idag finns bara tre kvar i landet. Den enda som står på sin ursprungsplats är Flygfyr 143 som står ovanpå vattentornet i Norrtälje. Den 12 januari 2011 var det högtidlig invigning. Då tändes fyren igen efter att ha renoverats under 2010. 